# Marianne Meyfarth

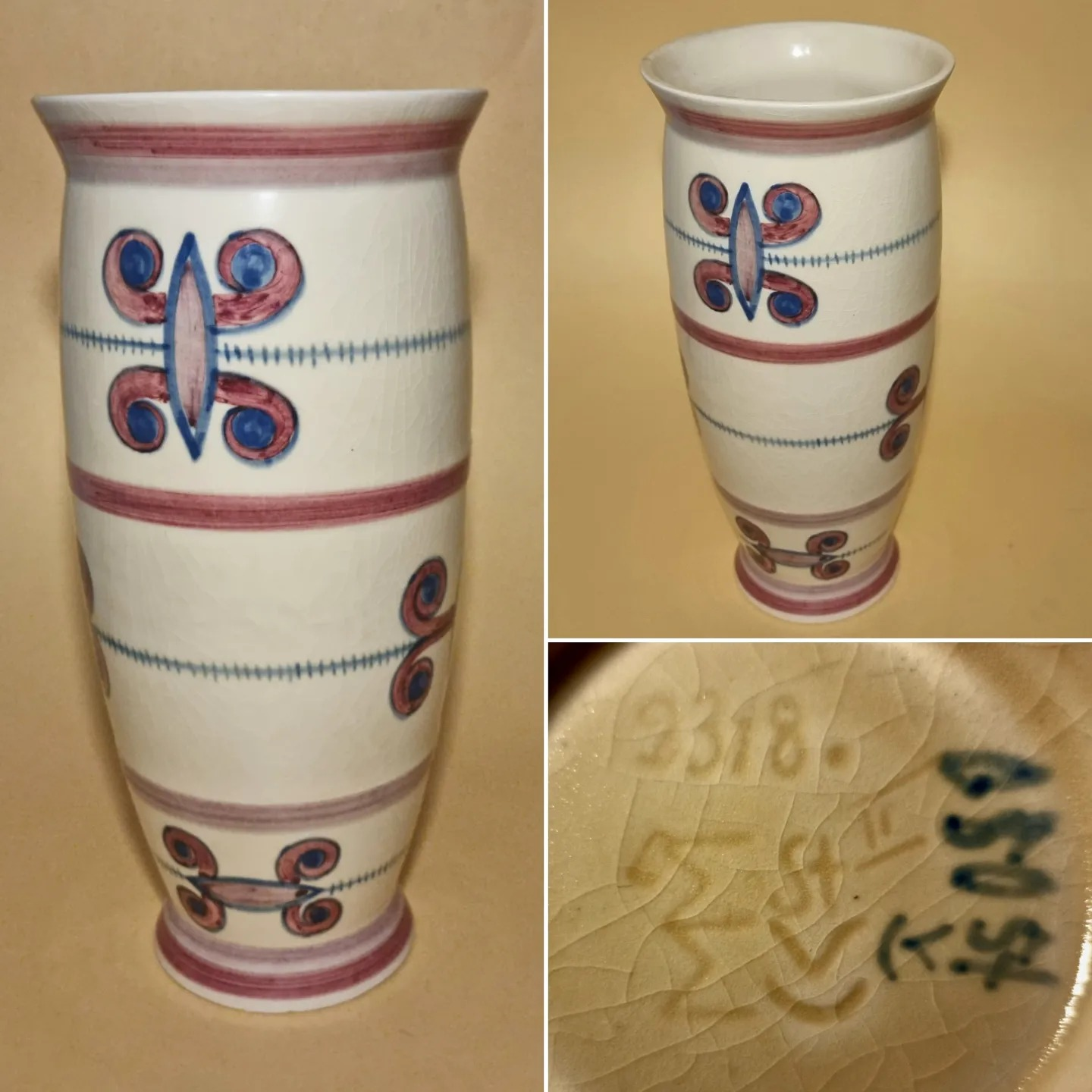
Vase (28 cm) von Marianne Meyfarth (1898–1992) für Steingutfabrik Velten-Vordamm. Werk Vordamm 1929–30.

Marianne Meyfarth (* 1898 in Glauchau; † 1992 in Berlin) war eine deutsche Bildhauerin, Porzellanmalerin und Kunstpädagogin.

## Leben
Marianne Meyfarth war vom 5. Mai 1919 bis 30. November 1924 in der Malereiabteilung der Porzellanmanufaktur Meissen tätig. Nach 1924 setzte sie ihr Studium an der damaligen Manufacture Nationale des Sèvres im Atelier Fayence fort. Von 1929 bis 1930 arbeitete sie in den Steingutfabriken Velten–Vordamm. Ihre Entwürfe in dieser Firma wurden zusätzlich mit einer Ligatur MM als Pressmarke signiert.
1947 zeigte sie auf der Kunstausstellung westsächsischer Künstler im Stadt- und Heimatmuseum Glauchau drei Zeichnungen. Sie lebte in dieser Zeit in Berlin und Glauchau. In den 1960er-Jahren arbeitete sie in Berlin als Kunstpädagogin. 1962 war sie Mitglied im Verein der Berliner Künstlerinnen und beschickte dessen Jahresausstellung.

## Werk

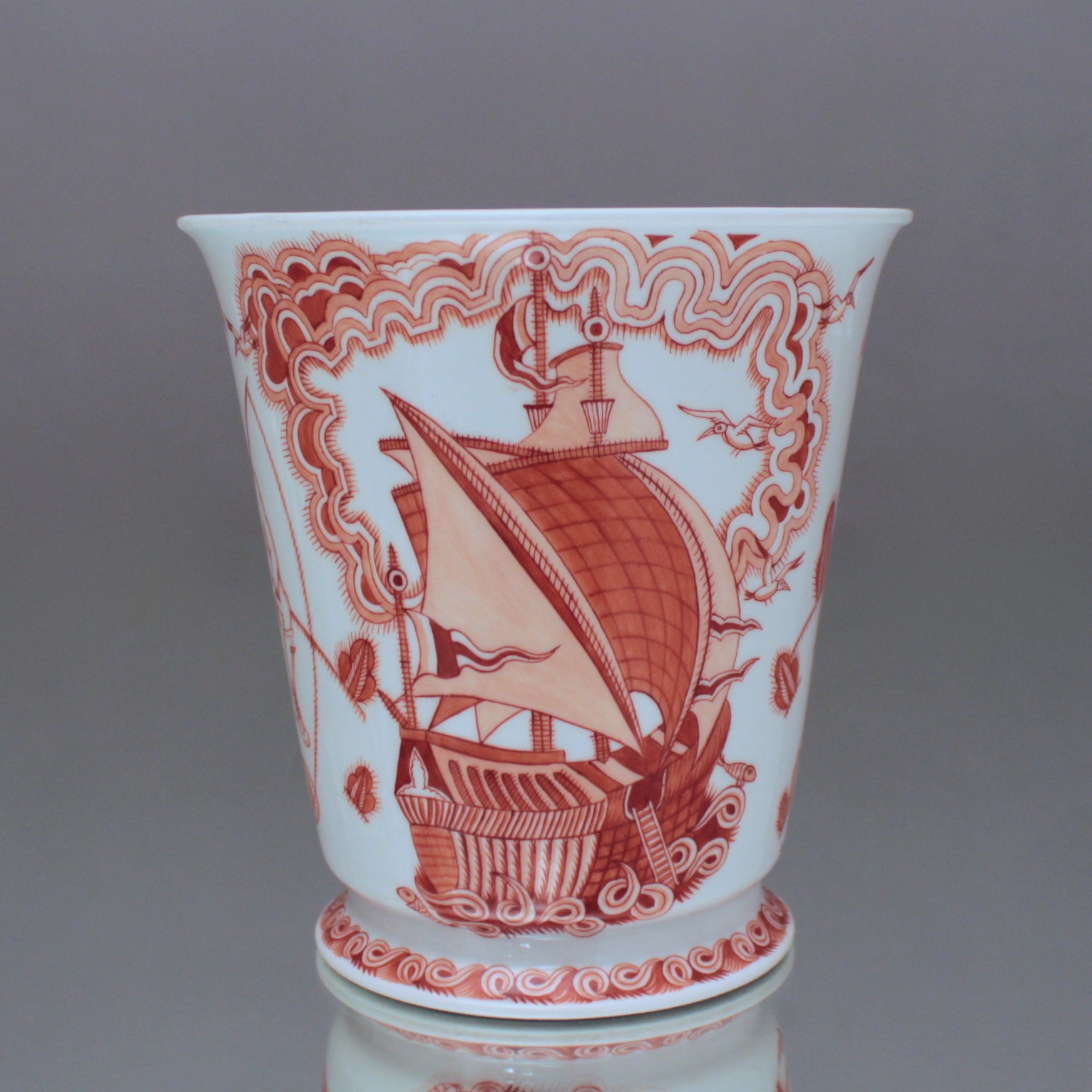
Meissen – Vase mit Dekor von Marianne Meyfarth

In der Malereiabteilung der Meissener Manufaktur entwarf Meyfarth neue Dekore vor allem für Vasen und Gefäße, oftmals von der Hand Adelbert Niemeyers. Ihre Malereien sind dekorativ und elegant und setzen größtenteils auf eine reduzierte Farbpalette von Rot und Gold auf weißem Grund. Die Malereien für Meissen überzeugen dabei durch die Aufnahme traditioneller Elemente der Meissener Malerei in neue Kontexte. Indem Details des Eichhörnchendekors oder des Zwiebelmusters als Gewandmuster der dargestellten Figuren auftauchen, aktualisierte Meyfarth den Meissener Formenschatz und bewies so dessen weiterhin gültige Aktualität. In den späten 1020er-Jahren erweiterte sie ihre Palette für ihre weiterhin figürlichen Darstellungen nun auch auf andere, teilweise reichere Farbigkeiten.
Ihre dem frühen Art déco verpflichteten Arbeiten für die Meissener Manufaktur erzielen auf Auktionen heute Höchstpreise.

## Zeichnungen (Auswahl)
- Malerwinkel Salzburg (Zeichnung, 1976; im Bestand der Artothek Köln)[5]

- Friesenstraße Herbstbeginn (Zeichnung, 1976; im Bestand der Artothek Köln)[5]

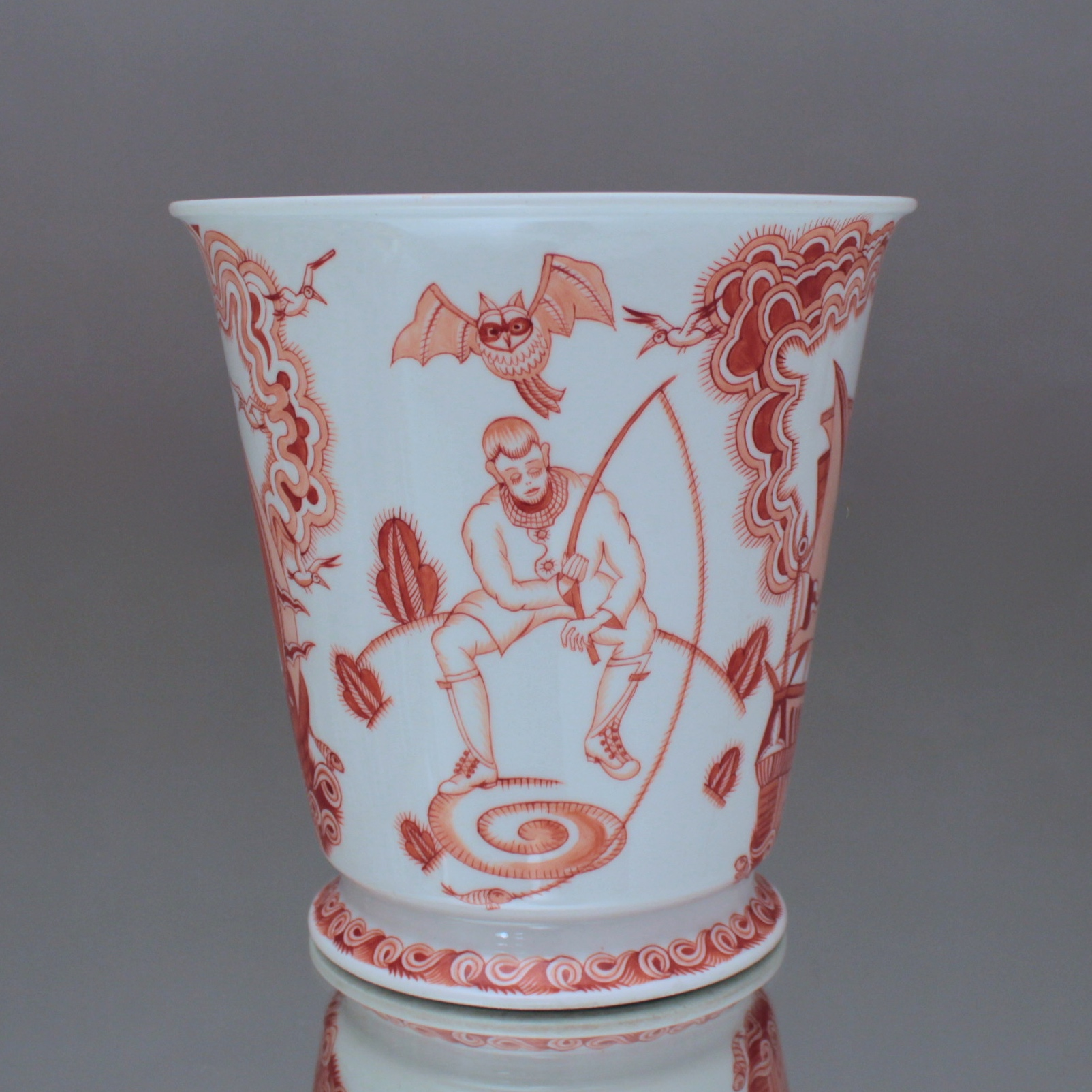
Meissen – Vase mit Dekor von Marianne Meyfarth